# Sant Tomàs de Calbinyà
Sant Tomàs de Calbinyà és una església del municipi de les Valls de Valira inclosa en l'Inventari del Patrimoni Arquitectònic de Catalunya.

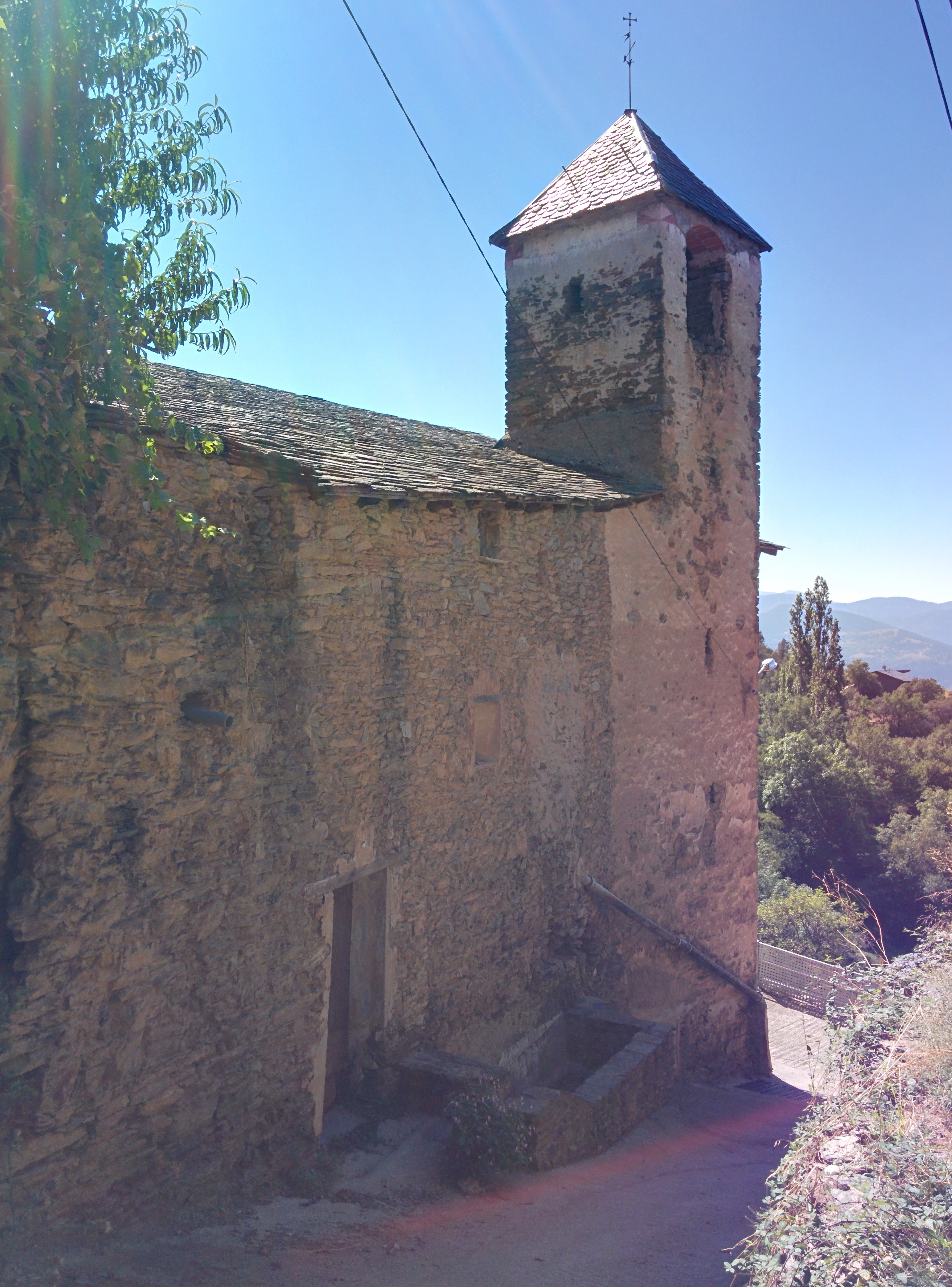

## Descripció
És un edifici religiós d'estructura singular. Consta de dues plantes, la inferior acull l'església de planta quadrada i coberta amb colta de canó. La superior està dedicada a habitatge. Té campana de torre de planta quadrada.